# بيتر مكاي (سياسي)
بيتر مكاي هو سياسي كندي، ولد في 2 أكتوبر 1852 في كندا، وتوفي في 7 مايو 1916. حزبياً، نشط في الحزب الليبرالي في أونتاريو ‏. وقد انتخب عضو برلمان مقاطعة أونتاريو.